# 拉布耶
拉布耶（法語：Rabouillet，法語發音：[ʁabujɛ] ⓘ）是法国东比利牛斯省的一个市镇，属于普拉德区。

## 地理
拉布耶（42°43'52"N, 2°23'23"E）面积19.21 平方千米，位于法国奧克西塔尼大區东比利牛斯省，该省份为法国大陆部分最南部的省份，涵盖了北加泰罗尼亚，北起奥德省，西接阿列日省和安道尔，南与西班牙接壤，东临地中海。
与拉布耶接壤的市镇（或旧市镇、城区）包括：布尔扎讷河畔蒙福尔、维拉、勒维维耶、苏尔尼亚、莫塞特。
拉布耶的时区为UTC+01:00、UTC+02:00（夏令时）。

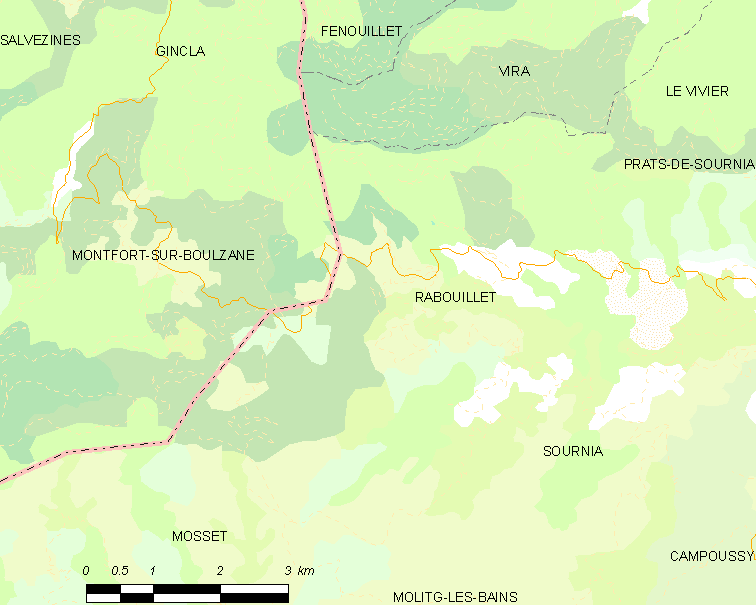
拉布耶的OSM定位图

## 行政
拉布耶的邮政编码为66730，INSEE市镇编码为66156。

## 政治
拉布耶所属的省级选区为阿格利河谷县。

## 人口

1962-2008年间拉布耶人口变化图示

拉布耶于2022年1月1日时的人口数量为87人。